# Cantonul Jarnages
Cantonul Jarnages este un canton din arondismentul Guéret, departamentul Creuse, regiunea Limousin, Franța.

## Comune
| Comune                   | Populație (1999) | Cod poștal | Cod INSEE |
| ------------------------ | ---------------- | ---------- | --------- |
| Blaudeix                 | 111              | 23140      | 23023     |
| La Celle-sous-Gouzon     | 141              | 23230      | 23040     |
| Domeyrot                 | 222              | 23140      | 23072     |
| Gouzon                   | 1 450            | 23230      | 23093     |
| Jarnages                 | 506              | 23140      | 23100     |
| Parsac                   | 587              | 23140      | 23149     |
| Pierrefitte              | 81               | 23130      | 23152     |
| Rimondeix                | 96               | 23140      | 23161     |
| Saint-Silvain-sous-Toulx | 144              | 23140      | 23243     |
| Trois-Fonds              | 113              | 23230      | 23255     |